# Defensor Stélio Dener
Stélio Dener de Souza Cruz (Boa Vista, 16 de Novembro de 1972) é um ex-defensor público e político brasileiro, filiado ao Republicanos, eleito para o cargo de Deputado Federal por Roraima.

## Biografia
Começou sua carreira política em 2022, quando se filiou ao Republicanos para a disputa da Câmara Federal por Roraima, sendo eleito atingindo a votação de 14.193 votos.